# Volta à Romandia de 2015
A 69.ª edição da competição ciclista Volta à Romandia, disputou-se na Suíça desde 28 de abril ao 3 de maio de 2015.
Contou com seis etapas iniciando com uma contrarrelógio por equipas e finalizando com uma contrarrelógio individual totalizando 709,6 km. A etapa rainha foi a quinta jornada com chegada em alto e quatro portos de montanha de primeira categoria.
A carreira fez parte do UCI World Tour de 2015, sendo a décima quarta competição do calendário de máxima categoria mundial.
O ganhador final foi Ilnur Zakarin. Acompanharam-lhe no pódio o seu colega de equipa Simon Špilak e Chris Froome, respectivamente.
Nas classificações secundárias impuseram-se Maxim Belkov (montanha), Thibaut Pinot (jovens)2015 » 69th Tour de Romandie (2.uwT)-Stage 5 » Fribourg › Champex-Lac (166.1k)-YOUTH</ref> e Katusha (equipas).

## Equipas participantes
Tomaram parte na corrida 18 equipas: os dezassete UCI Pro Team (ao ser obrigatória a sua participação): mais o Profissional Continental francês da Team Europcar convidado pela organização. A cada equipa esteve integrada por 8 corredores, formando assim um pelotão de 144 ciclistas dos que finalizaram 124.
| Equipa                 | Cód. UCI | Categoria                |
| ---------------------- | -------- | ------------------------ |
| Team Sky               | SKY      | UCI Pro Team             |
| Astana Pro Team        | AST      | UCI Pro Team             |
| BMC Racing Team        | BMC      | UCI Pro Team             |
| Movistar Team          | MOV      | UCI Pro Team             |
| IAM Cycling            | IAM      | UCI Pro Team             |
| Etixx-Quick Step       | EQS      | UCI Pro Team             |
| Team Katusha           | KAT      | UCI Pro Team             |
| FDJ                    | FDJ      | UCI Pro Team             |
| Orica GreenEDGE        | OGE      | UCI Pro Team             |
| AG2R La Mondiale       | ALM      | UCI Pro Team             |
| Lotto-Soudal           | LTS      | UCI Pro Team             |
| Trek Factory Racing    | TFR      | UCI Pro Team             |
| Tinkoff-Saxo           | TCS      | UCI Pro Team             |
| Lampre-Merida          | LAM      | UCI Pro Team             |
| Team Giant-Alpecin     | TGA      | UCI Pro Team             |
| Team Cannondale-Garmin | TCG      | UCI Pro Team             |
| Team Lotto NL-Jumbo    | TLJ      | UCI Pro Team             |
| Team Europcar          | EUC      | Profissional Continental |

## Etapas
| Etapa     | Data        | Percurso                 | Tipo                    | km         | Ganhador         | Líder            |
| --------- | ----------- | ------------------------ | ----------------------- | ---------- | ---------------- | ---------------- |
| 1.ª etapa | 28 de abril | Lago de Joux - Juraparc  | Etapa de contrarrelógio | 19,2 (CRE) | Team Sky         | Geraint Thomas   |
| 2.ª etapa | 29 de abril | Apples - Saint-Imier     | Etapa em media montanha | 168,1      | Michael Albasini | Michael Albasini |
| 3.ª etapa | 30 de abril | Moutier - Porrentruy     | Etapa em media montanha | 172,5      | Michael Albasini | Michael Albasini |
| 4.ª etapa | 1 de maio   | La Neuveville - Friburgo | Etapa com repechos      | 169,8      | Stefan Küng      | Michael Albasini |
| 5.ª etapa | 2 de maio   | Friburgo - Champex-Lac   | Etapa de alta montanha  | 162,7      | Thibaut Pinot    | Ilnur Zakarin    |
| 6.ª etapa | 3 de maio   | Lausana - Lausana        | Etapa de contrarrelógio | 17,3 (CRI) | Tony Martin      | Ilnur Zakarin    |

## Desenvolvimento da carreira

### 1.ª etapa:28 de abrilde2015.Lago de Joux-Juraparc, 19,2 km (CRE)
|     | Equipa           | Tempo       |
| --- | ---------------- | ----------- |
| 1.º | Sky              | 21 min 19 s |
| 2.º | Orica GreenEDGE  | m.t.        |
| 3.º | Katusha          | a 5 s       |
| 4.º | Etixx-Quick Step | a 14 s      |
| 5.º | Astana           | a 17 s      |

| 6.º  | BMC Racing        | a 19 s |
| 7.º  | FDJ               | a 22 s |
| 8.º  | IAM               | a 24 s |
| 9.º  | Cannondale-Garmin | a 40 s |
| 10.º | Movistar          | m.t.   |

|     | Corredor       | Equipa | Tempo       |
| --- | -------------- | ------ | ----------- |
| 1.º | Geraint Thomas | Sky    | 21 min 19 s |
| 2.º | Elia Viviani   | Sky    | m.t.        |
| 3.º | Ian Stannard   | Sky    | m.t.        |
| 4.º | Luke Rowe      | Sky    | m.t.        |
| 5.º | Chris Froome   | Sky    | m.t.        |

| 6.º  | Peter Kennaugh   | Sky             | m.t. |
| 7.º  | Michael Albasini | Orica GreenEDGE | m.t. |
| 8.º  | Simon Gerrans    | Orica GreenEDGE | m.t. |
| 9.º  | Svein Tuft       | Orica GreenEDGE | m.t. |
| 10.º | Ivan Santaromita | Orica GreenEDGE | m.t. |

### 2.ª etapa:29 de abrilde2015.Apples-Saint-Imier, 168,1 km
|     | Corredor           | Equipa            | Tempo           |
| --- | ------------------ | ----------------- | --------------- |
| 1.º | Michael Albasini   | Orica GreenEDGE   | 4 h 21 min 43 s |
| 2.º | Jarlinson Pantano  | IAM Cycling       | m.t.            |
| 3.º | Julian Alaphilippe | Etixx-Quick Step  | m.t.            |
| 4.º | Nathan Haas        | Cannondale-Garmin | m.t.            |
| 5.º | Rui Costa          | Lampre-Merida     | m.t.            |

| 6.º  | Damiano Caruso       | BMC Racing        | m.t. |
| 7.º  | Ilnur Zakarin        | Katusha           | m.t. |
| 8.º  | Ivan Santaromita     | Orica GreenEDGE   | m.t. |
| 9.º  | Jan Bakelants        | AG2R La Mondiale  | m.t. |
| 10.º | Ramūnas Navardauskas | Cannondale-Garmin | m.t. |

|     | Corredor         | Equipa          | Tempo           |
| --- | ---------------- | --------------- | --------------- |
| 1.º | Michael Albasini | Orica GreenEDGE | 4 h 42 min 52 s |
| 2.º | Ivan Santaromita | Orica GreenEDGE | a 10 s          |
| 3.º | Chris Froome     | Sky             | m.t.            |
| 4.º | Simon Yates      | Orica GreenEDGE | m.t.            |
| 5.º | Ilnur Zakarin    | Katusha         | a 15 s          |

| 6.º  | Pavel Kochetkov    | Katusha          | m.t.   |
| 7.º  | Egor Silin         | Katusha          | m.t.   |
| 8.º  | Yury Trofimov      | Katusha          | m.t.   |
| 9.º  | Simon Špilak       | Katusha          | m.t.   |
| 10.º | Julian Alaphilippe | Etixx-Quick Step | a 20 s |

### 3.ª etapa:30 de abrilde2015.Moutier-Porrentruy, 172,5 km
|     | Corredor           | Equipa           | Tempo           |
| --- | ------------------ | ---------------- | --------------- |
| 1.º | Michael Albasini   | Orica GreenEDGE  | 4 h 14 min 56 s |
| 2.º | Julian Alaphilippe | Etixx-Quick Step | m.t.            |
| 3.º | Damiano Caruso     | BMC Racing Team  | m.t.            |
| 4.º | Rui Costa          | Lampre-Merida    | m.t.            |
| 5.º | Simon Gerrans      | Orica GreenEDGE  | m.t.            |

| 6.º  | Nathan Haas          | Team Cannondale-Garmin | m.t. |
| 7.º  | Rigoberto Urán       | Etixx-Quick Step       | m.t. |
| 8.º  | Ramūnas Navardauskas | Team Cannondale-Garmin | m.t. |
| 9.º  | Luka Mezgec          | Team Giant-Alpecin     | m.t. |
| 10.º | Sergei Chernetski    | Katusha                | m.t. |

|     | Corredor           | Equipa           | Tempo           |
| --- | ------------------ | ---------------- | --------------- |
| 1.º | Michael Albasini   | Orica GreenEDGE  | 8 h 57 min 38 s |
| 2.º | Ivan Santaromita   | Orica GreenEDGE  | a 20 s          |
| 3.º | Chris Froome       | Sky              | m.t.            |
| 4.º | Simon Yates        | Orica GreenEDGE  | m.t.            |
| 5.º | Julian Alaphilippe | Etixx-Quick Step | a 24 s          |

| 6.º  | Ilnur Zakarin   | Katusha | a 25 s |
| 7.º  | Pavel Kochetkov | Katusha | m.t.   |
| 8.º  | Egor Silin      | Katusha | m.t.   |
| 9.º  | Yury Trofimov   | Katusha | m.t.   |
| 10.º | Simon Špilak    | Katusha | m.t.   |

### 4.ª etapa:1 de maiode2015.A Neuveville-Friburgo, 169,8 km
|     | Corredor          | Equipa             | Tempo           |
| --- | ----------------- | ------------------ | --------------- |
| 1.º | Stefan Küng       | BMC Racing         | 4 h 35 min 10 s |
| 2.º | Jan Bakelants     | AG2R La Mondiale   | a 38 s          |
| 3.º | Bert-Jan Lindeman | Team LottoNL-Jumbo | a 39 s          |
| 4.º | Tony Martin       | Etixx-Quick Step   | a 45 s          |
| 5.º | Gianni Meersman   | Etixx-Quick Step   | a 52 s          |

| 6.º  | Tosh Van Der Sande  | Lotto Soudal       | m.t. |
| 7.º  | Johannes Fröhlinger | Team Giant-Alpecin | m.t. |
| 8.º  | Michael Albasini    | Orica GreenEDGE    | m.t. |
| 9.º  | Simon Yates         | Orica GreenEDGE    | m.t. |
| 10.º | Ivan Santaromita    | Orica GreenEDGE    | m.t. |

|     | Corredor         | Equipa          | Tempo            |
| --- | ---------------- | --------------- | ---------------- |
| 1.º | Michael Albasini | Orica GreenEDGE | 13 h 33 min 40 s |
| 2.º | Ivan Santaromita | Orica GreenEDGE | a 20 s           |
| 3.º | Chris Froome     | Sky             | m.t.             |
| 4.º | Simon Yates      | Orica GreenEDGE | m.t.             |
| 5.º | Ilnur Zakarin    | Katusha         | a 25 s           |

| 6.º  | Egor Silin     | Katusha          | m.t.   |
| 7.º  | Yury Trofimov  | Katusha          | m.t.   |
| 8.º  | Simon Špilak   | Katusha          | m.t.   |
| 9.º  | Tony Martin    | Etixx-Quick Step | a 27 s |
| 10.º | Rigoberto Urán | Etixx-Quick Step | a 34 s |

### 5.ª etapa:2 de maiode2015.Friburgo-Champex-Lac, 162,7 km
|     | Corredor       | Equipa           | Tempo           |
| --- | -------------- | ---------------- | --------------- |
| 1.º | Thibaut Pinot  | FDJ              | 4 h 38 min 54 s |
| 2.º | Ilnur Zakarin  | Katusha          | a 7 s           |
| 3.º | Romain Bardet  | AG2R La Mondiale | a 20 s          |
| 4.º | Nairo Quintana | Movistar         | m.t.            |
| 5.º | Simon Špilak   | Katusha          | m.t.            |

| 6.º  | Rafał Majka      | Tinkoff-Saxo     | m.t.   |
| 7.º  | Chris Froome     | Sky              | m.t.   |
| 8.º  | Rigoberto Urán   | Etixx-Quick Step | a 53 s |
| 9.º  | Vincenzo Nibali  | Astana           | m.t.   |
| 10.º | Michele Scarponi | Astana           | m.t.   |

|     | Corredor       | Equipa   | Tempo            |
| --- | -------------- | -------- | ---------------- |
| 1.º | Ilnur Zakarin  | Katusha  | 18 h 13 min 00 s |
| 2.º | Thibaut Pinot  | FDJ      | a 6 s            |
| 3.º | Chris Froome   | Sky      | a 14 s           |
| 4.º | Simon Špilak   | Katusha  | a 19 s           |
| 5.º | Nairo Quintana | Movistar | a 54 s           |

| 6.º  | Rigoberto Urán   | Etixx-Quick Step | a 1 min 1 s |
| 7.º  | Simon Yates      | Orica GreenEDGE  | m.t.        |
| 8.º  | Vincenzo Nibali  | Astana           | a 1 min 4 s |
| 9.º  | Michele Scarponi | Astana           | m.t.        |
| 10.º | Yury Trofimov    | Katusha          | a 1 min 6 s |

## Classificações

### Classificação geral
| Pos. | Ciclista        | Equipa           | Tempo            |
| ---- | --------------- | ---------------- | ---------------- |
|      | Ilnur Zakarin   | Katusha          | 18 h 36 min 30 s |
| 2.º  | Simon Špilak    | Katusha          | a 17 s           |
| 3.º  | Chris Froome    | Sky              | a 35 s           |
| 4.º  | Thibaut Pinot   | FDJ              | a 49 s           |
| 5.º  | Rigoberto Urán  | Etixx-Quick Step | a 1 min 20 s     |
| 6.º  | Simon Yates     | Orica GreenEDGE  | a 1 min 21 s     |
| 7.º  | Rafał Majka     | Tinkoff-Saxo     | a 1 min 24 s     |
| 8.º  | Nairo Quintana  | Movistar         | a 1 min 42 s     |
| 9.º  | Romain Bardet   | AG2R La Mondiale | a 1 min 43 s     |
| 10.º | Vincenzo Nibali | Astana           | a 1 min 54 s     |

| 11.º | Michele Scarponi      | Astana            | a 2 min 02 s |
| 12.º | Mathias Frank         | IAM               | a 2 min 13 s |
| 13.º | Yury Trofimov         | Katusha           | a 2 min 20 s |
| 14.º | Jurgen Van Den Broeck | Lotto-Soudal      | a 2 min 39 s |
| 15.º | Robert Gesink         | Lotto NL-Jumbo    | a 2 min 43 s |
| 16.º | Steve Morabito        | FDJ               | a 3 min 00 s |
| 17.º | Jakob Fuglsang        | Astana            | a 3 min 03 s |
| 18.º | Darwin Atapuma        | BMC Racing        | a 3 min 12 s |
| 19.º | Maxime Monfort        | Lotto-Soudal      | a 3 min 25 s |
| 20.º | Tom Danielson         | Cannondale-Garmin | a 3 min 34 s |

### Classificação da montanha
| Posição | Ciclista        | Equipa           | Pontos |
| ------- | --------------- | ---------------- | ------ |
| 1.º     | Maxim Belkov    | Katusha          | 59     |
| 2.º     | Nairo Quintana  | Movistar         | 22     |
| 3.º     | Jan Bakelants   | AG2R La Mondiale | 17     |
| 4.º     | Bryan Nauleau   | Europcar         | 16     |
| 5.º     | Pavel Kochetkov | Katusha          | 15     |

### Classificação dos sprints
| Posição | Ciclista         | Equipa            | Pontos |
| ------- | ---------------- | ----------------- | ------ |
|         | Maxim Belkov     | Katusha           | 15     |
| 2.º     | Jonathan Fumeaux | IAM               | 12     |
| 3.º     | Bryan Nauleau    | Europcar          | 9      |
| 4.º     | Stefan Küng      | BMC Racing        | 8      |
| 5.º     | Ryder Hesjedal   | Cannondale-Garmin | 6      |

### Melhor Jovem
| Posição | Ciclista       | Equipa           | Pontos           |
| ------- | -------------- | ---------------- | ---------------- |
| 1.º     | Thibaut Pinot  | FDJ              | 18 h 37 min 19 s |
| 2.º     | Simon Yates    | Orica GreenEDGE  | a 32 s           |
| 3.º     | Nairo Quintana | Movistar         | a 53 s           |
| 4.º     | Romain Bardet  | AG2R La Mondiale | a 54 s           |
| 5.º     | Rohan Dennis   | BMC Racing       | a 9 min 51 s     |

### Classificação por equipas
| Posição | Equipa       | Tempo            |
| ------- | ------------ | ---------------- |
| 1.º     | Katusha      | 55 h 08 min 54 s |
| 2.º     | Astana       | a 4 min 21 s     |
| 3.º     | Tinkoff-Saxo | a 7 min 56 s     |
| 4.º     | IAM          | a 8 min 41 s     |
| 5.º     | Movistar     | a 11 min 28 s    |

## Evolução das classificações
| Etapa (Vencedor)              | Classificação geral | Classificação da montanha | Classificação dos sprints | Classificação dos jovens | Classificação por equipas |
| ----------------------------- | ------------------- | ------------------------- | ------------------------- | ------------------------ | ------------------------- |
| 1.ª etapa (CRE) (Sky)         | Geraint Thomas      | não se entregou           | não se entregou           | Luke Rowe                | Sky                       |
| 2.ª etapa (Michael Albasini)  | Michael Albasini    | Maxim Belkov              | Jonathan Fumeaux          | Simon Yates              | Orica GreenEDGE           |
| 3.ª etapa (Michael Albasini)  | Michael Albasini    | Maxim Belkov              | Jonathan Fumeaux          | Simon Yates              | Orica GreenEDGE           |
| 4.ª etapa (Stefan Küng)       | Michael Albasini    | Maxim Belkov              | Jonathan Fumeaux          | Simon Yates              | BMC Racing                |
| 5.ª etapa (Thibaut Pinot)     | Ilnur Zakarin       | Maxim Belkov              | Maxim Belkov              | Thibaut Pinot            | Katusha                   |
| 6.ª etapa (CRI) (Tony Martin) | Ilnur Zakarin       | Maxim Belkov              | Maxim Belkov              | Thibaut Pinot            | Katusha                   |
| Final                         | Ilnur Zakarin       | Maxim Belkov              | Maxim Belkov              | Thibaut Pinot            | Katusha                   |

## UCI World Tour
O Tour de Romandía outorga pontos para o UCI World Tour de 2015, somente para corredores de equipas UCI Pro Team. As seguintes tabelas são o barómetro de pontuação e os corredores que obtiveram pontos:
| Posição             | 1º  | 2º | 3º | 4º | 5º | 6º | 7º | 8º | 9º | 10º |
| Classificação geral | 100 | 80 | 70 | 60 | 50 | 40 | 30 | 20 | 10 | 4   |
| Por etapa           | 6   | 4  | 2  | 1  | 1  |    |    |    |    |     |

| Ciclista         | Equipo           | Geral | Etapa | Total |
| ---------------- | ---------------- | ----- | ----- | ----- |
| Ilnur Zakarin    | Katusha          | 100   | 6     | 106   |
| Simon Špilak     | Katusha          | 80    | 5     | 85    |
| Chris Froome     | Sky              | 70    | -     | 70    |
| Thibaut Pinot    | FDJ              | 60    | 6     | 66    |
| Rigoberto Urán   | Etixx-Quick Step | 50    | -     | 50    |
| Simon Yates      | Orica GreenEDGE  | 40    | -     | 40    |
| Rafał Majka      | Tinkoff-Saxo     | 30    | -     | 30    |
| Nairo Quintana   | Movistar         | 20    | 1     | 21    |
| Michael Albasini | Orica GreenEDGE  | -     | 12    | 12    |
| Romain Bardet    | AG2R La Mondiale | 10    | 2     | 12    |

| Resto de corredores    | Resto de corredores | Resto de corredores | Resto de corredores | Resto de corredores | Resto de corredores |
| ---------------------- | ------------------- | ------------------- | ------------------- | ------------------- | ------------------- |
| Tony Martin            | Etixx-Quick Step    | -                   | 7                   | 7                   |                     |
| Julian Alaphilippe     | Etixx-Quick Step    | -                   | 6                   | 6                   |                     |
| Stefan Küng            | BMC Racing          | -                   | 6                   | 6                   |                     |
| Jarlinson Pantano      | IAM                 | -                   | 4                   | 4                   |                     |
| Jan Bakelants          | AG2R La Mondiale    | -                   | 4                   | 4                   |                     |
| Vincenzo Nibali        | Astana              | 4                   | -                   | 4                   |                     |
| Rui Costa              | Lampre-Merida       | -                   | 2                   | 2                   |                     |
| Damiano Caruso         | BMC Racing          | -                   | 2                   | 2                   |                     |
| Bert-Jan Lindeman      | Lotto NL-Jumbo      | -                   | 2                   | 2                   |                     |
| Nathan Haas            | Cannondale-Garmin   | -                   | 1                   | 1                   |                     |
| Simon Gerrans          | Orica GreenEDGE     | -                   | 1                   | 1                   |                     |
| Gianni Meersman        | Etixx-Quick Step    | -                   | 1                   | 1                   |                     |
| Jurngen Van den Broeck | Lotto-Soudal        | -                   | 1                   | 1                   |                     |
| Rohan Dennis           | BMC Racing          | -                   | 1                   | 1                   |                     |